# Bisdom Kikwit

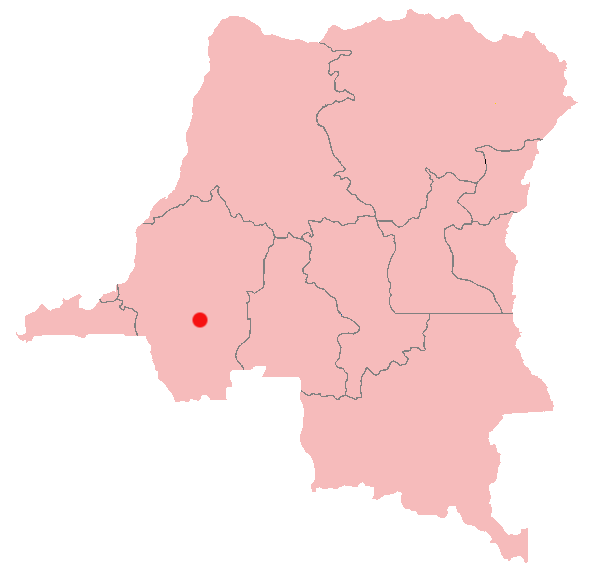
Kikwit

Het bisdom Kikwit (Latijn: Dioecesis Kikuitensis) is een rooms-katholiek bisdom in Congo-Kinshasa met als zetel Kikwit. Het is een suffragaan bisdom van het aartsbisdom Kinshasa en werd opgericht in 1959. 
Het bisdom is ontstaan uit de apostolische prefectuur Koango o Kwango die in 1903 werd opgericht. In 1928 werd dit een apostolisch vicariaat en in 1955 werd het hernoemd naar Kikwit. In 1959 werd het verheven naar een bisdom en de eerste bisschop was de Belgische jezuïet André Lefèbvre. 
In 2016 telde het bisdom 53 parochies. Het bisdom heeft een oppervlakte van 73.000 km² en telde in 2016 4.397.000 inwoners waarvan 57,5% rooms-katholiek was. 

## Bisschoppen
- André Lefèbvre, S.J. (1959-1967)
- Alexander Mbuka-Nzundu (1967-1985)
- Edouard Mununu Kasiala, O.C.S.O. (1986-2016)
- Timothée Bodika Mansiyai, P.S.S. (2016- )